# Шабля святого Симона
Ша́бля Святого Си́мона — це каталонське солодке печиво, прикрашене зацукрованими фруктами, типове й традиційне в Матаро (кумарка Марезма).

## Загальні відомості
У цьому каталонському портовому місті можна придбати ці солодощі тільки 28 жовтня, в день святого Симона (або, інакше, Петра, раніше званого Симоном), коли відбувається свято моряків. Важливе місце у святкуванні посідає тутешня церква й монастир святого Симона. Цього дня біля церкви ставлять ятки й торгують тільки шаблями святого Симона, які можна купити й у міських пекарнях та цукернях. Тоді ж біля церкви рибалки виконують свій традиційний танець, призначений лише для цього празника й для цього місця. Залежно від того, на який день випадає 28 жовтня, святкування триває три-чотири дні. Воно супроводжується парадами гігантів, кастелями, виконанням сардани та хабанери, концертами, розважальними заходами для дітей і масовими гуляннями. У 2011-му святкування тривало тиждень, бо тоді було 400-ліття церкви святого Симона.

## Історія

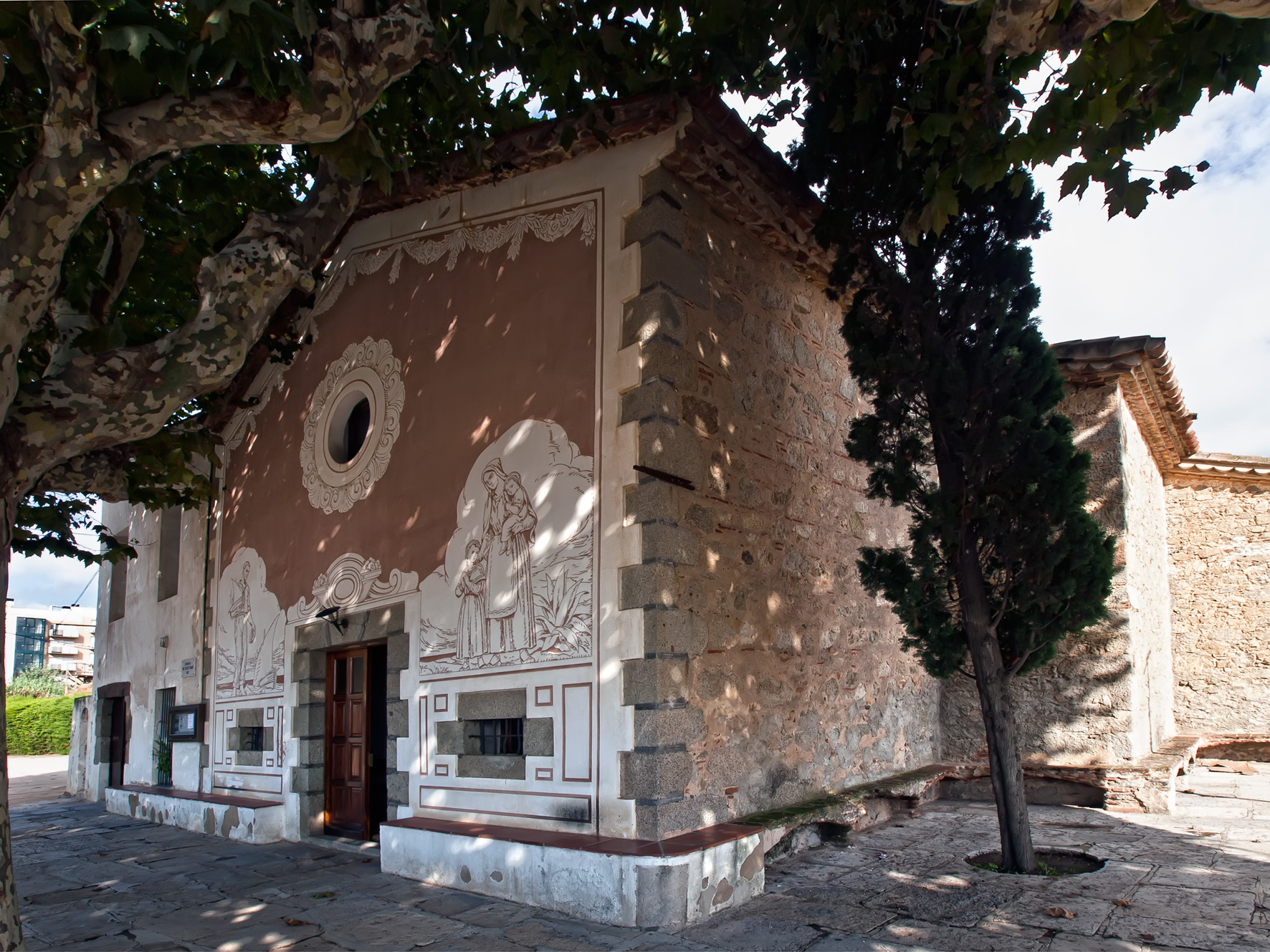
Церква Святого Симона в Матаро.

Походження свята пов'язано з моряками із Матаро. Колись на узбережжі кумарки Марезма висадилися пірати задля грабунку й задля того, щоб начерпати води з колодязя, що був поряд церкви святого Симона. Тоді моряки закликали на допомогу цього святого, одного з апостолів Ісуса Христа, й захистилися від нападу.
На початку XVIII століття кондитерам Матаро спало на думку виготовити солодке печиво, яке слугувало б пам'яткою про випадок з піратами і моряками. Форму шаблі вибрано тому, що це один із символів Петра-Симона. За Євангелієм від Іоанна, цей апостол у Гетсиманському саду відтяв шаблею вухо рабові первосвященика. Є ще кілька пояснень вибору форми, менш правдоподібних.

## Рецепт

### Складові
(Розраховано на 6 виробів)
- 1 кг борошна
- 4 яйця
- 100 г масла
- 200 г цукру
- 100 г дріжджів
- 100 мл десертного вина
- Щіпка ванілі
- Марципан
- Цукати для прикраси

### Приготування
Помістити всі складові, крім борошна й марципану, в блендер і перемішувати, поки утвориться однорідна маса. Всипати борошно й долити орієнтовно 100 мл води, замісити тісто. Воно має бути м'яке, але не повинно розпливатися. Дати йому постояти хвилин двадцять і поділити на шість рівних частин. Трохи розкачати кожен шматок тіста й посипати подрібненим марципаном. Далі, розкочуючи й розминаючи, надати шматку форму довгого леза. Поклавши його на змащений олією лист, надати остаточну форму шаблі. Дати постояти в теплі, поки тісто наросте удвічі, а тоді випікати в духовці, нагрітій до температури 180 градусів. Насамкінець посипати шаблю цукром і прикрасити цукатами.